# Citroën Type C6
Cet article concerne la Citroën type C6 produite de 1929 à 1932. Pour le modèle produit entre 2005 et 2012, voir Citroën C6 (2005). Pour le modèle destiné au marché chinois produit à partir de 2016, voir Citroën C6 (Chine).
La Citroën C6, ou Citroën Type C6, est présentée au Salon de Paris d'octobre 1928. C'est la première six cylindres fabriquée par Citroën. Elle est basée sur la Citroën Type C4, en étant plus performante et plus luxueuse.

## Caractéristiques
La C6 est très proche de la C4, mais avec deux cylindres de plus. En effet, la C6 est une C4 plus performante et plus luxueuse, la marque désirant toucher une clientèle plus aisée. Esthétiquement, elles sont donc très proches mis à part la longueur du capot, le réservoir à l'arrière et les nombreux accessoires d'origine sur la C6 proposés en option sur les C4.
La C6 existait en onze carrosseries différentes (cinq ouvertes et six à caisse fermée). Environ 11 000 exemplaires de ce modèle ont été fabriqués entre octobre 1928 et mai 1929.
La C6 devient C6E avec une malle sur toutes les caisses fermées et les torpédos et tous les modèles ont maintenant des pare-chocs. La C6E se distingue davantage de la C4 par un élargissement de la voie passant de 1,32 m à 1,39 m, ce qui la rend plus imposante. De plus, cet élargissement lui permet de mieux lutter face à la concurrence de la Renault Vivasix. 4 500 exemplaires de ce modèle de transition ont été construits entre mai et septembre 1929.
Mettant en œuvre les mêmes solutions techniques que la C4 contemporaine, elle visait au silence et à la souplesse. La C6 est donnée pour 105 km/h.

## Version
Au salon 1929, la C6E devient C6F. La voie est de nouveau élargie et portée à 1,42 m.
À partir de février 1931 est proposée la CGL (Citroen Grand Luxe) qui est une C6F avec un moteur spécifique un peu plus performant et une finition très luxueuse.

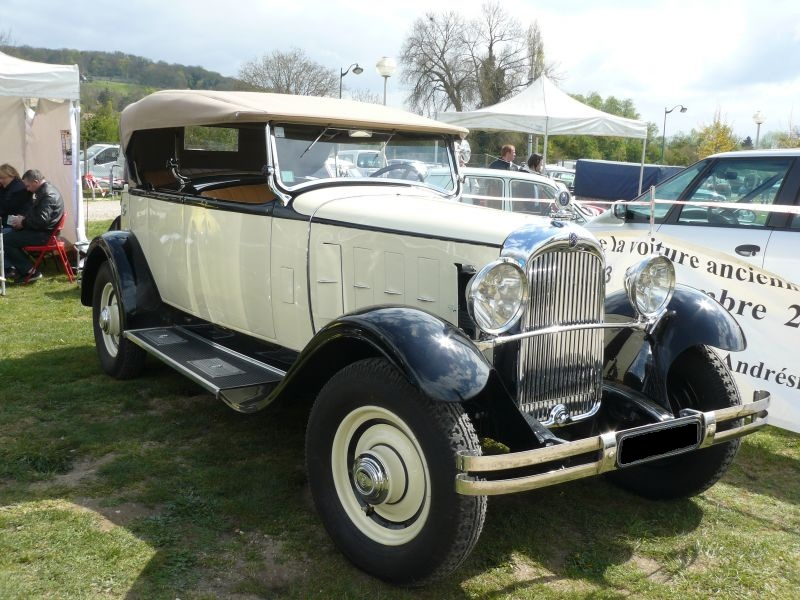
Citroën C6 G 1932.

En octobre 1931, la C6G reçoit le fameux «moteur flottant» (le sigle du « cygne Citroën ») : la C6 est alors disponible en 2 versions, la C6G à moteur fixe et la C6G MFP avec le moteur flottant. C'est auprès des bureaux d'études de Chrysler qu'André Citroën avait acquis la licence du « Floating Power ». En fait le procédé avait été mis au point à la suite des études théoriques sur les vibrations faites par deux techniciens français, Pierre Lemaire et Paul d'Aubarède.
Les C6G ont été habillées par de nombreux carrossiers comme SICAL, VanVooren, Chapron, Letourneur et Marchand, Labourdette, Busson...
Les C6 n'ont finalement pas eu le succès escompté et le salon 1932 annoncera les remplaçantes des C4 et C6 sous les dénominations 8, 10 et 15.
- Une C6 spéciale fut offerte en 1930 au pape Pie XI par la filiale italienne de Citroën. Construite sur un châssis C6F, elle fut carrossée en « coupé de ville ».
- C'est avec une C6F que la société des huiles Yacco débuta ses records d'endurance en 1931. Le véhicule, spécialement profilé et appelé « Rosalie », tourne sans interruption du 22 octobre au 1er novembre 1931 battant ainsi 14 records internationaux, soit 25 000 km parcourus à 108 km/h de moyenne. D'autres records sont réitérés en 1932 avec une C6G. Des tests d'autonomie sont réalisés avec le même modèle pour comparer la différence de distance parcourue avec 5 litres de Natioline et 5 litres d'essence de pétrole classique. L'autonomie permise par la Natioline est plus élevée avec 39 km parcourus contre 34 km pour l'essence ordinaire[2].
- Sept autochenilles C6F équipées par le système Kégresse-Hinstin constituent le groupe « Chine » de la Croisière jaune d'avril 1931 à mars 1932.

## Classement dans le système fiscal et assurantiel français
Le six cylindres avait 14 CV. Seules la C6S (« Sport »), qui été construite qu'à 13 exemplaires, et la C6G disposaient de 15 CV.